# Sportåret 2022
Sportåret 2022 präglades inledningsvis av allt färre publikrestriktioner, på grund av lugnare faser av coronapandemin. Efter Rysslands invasion av Ukraina den 24 februari 2022 stängdes flera idrottare och idrottslag från Ryssland och Belarus av från internationella tävlingar, som en del av omvärldens sanktioner.

## Allmänt
- 4–20 februari - Olympiska vinterspelen avgörs i Peking i Kina.[2][3]
- 4–13 mars - Paralympiska vinterspelen avgörs i Peking i Kina.[2]

## Amerikansk fotboll
- 13 februari – Los Angeles Rams besegrar Cincinnati Bengals i Super Bowl LVI.[4]

## Bandy
- 19 mars: Svenska bandyfinalen spelas på Studenternas IP i Uppsala. Villa Lidköping BK besegrar AIK med 4–0 i damfinalen, medan Edsbyns IF besegrar Villa Lidköping BK med 5–4 i herrfinalen.[5][6]
- 27 mars: Sverige vinner damernas världsmästerskap i Åby i Sverige genom att besegra Norge med 12–0 i finalen.[7]

## Brottning
- 17–20 februari – Dan Kolov & Nikola Petrov-turneringen arrangeras i Veliko Tărnovo i Bulgarien.

## Bågskytte
- 14–19 februari – Europeiska inomhusmästerskapen arrangeras i Laško i Slovenien.

## Friidrott
- 7 mars – Armand Duplantis, Sverige förbättrar världsrekordet i stavhopp till 6,19 meter vid tävlingar i Belgrad, förbättras 20 mars till 6,20 meter
- 24 juli – Armand Duplantis, Sverige blir världsmästare i stavhopp och förbättrar världsrekordet till 6,21 meter vid VM i friidrott i Eugene, USA.

## Fotboll
- 6 februari - Senegal vinner Afrikanska mästerskapet för herrar, som spelas i Kamerun, genom att på Olembestadion i Yaoundé besegra Egypten med 4–2 efter straffsparkstävling i finalen, som slutat 0–0 efter ordinarie speltid och förlängning.[8]

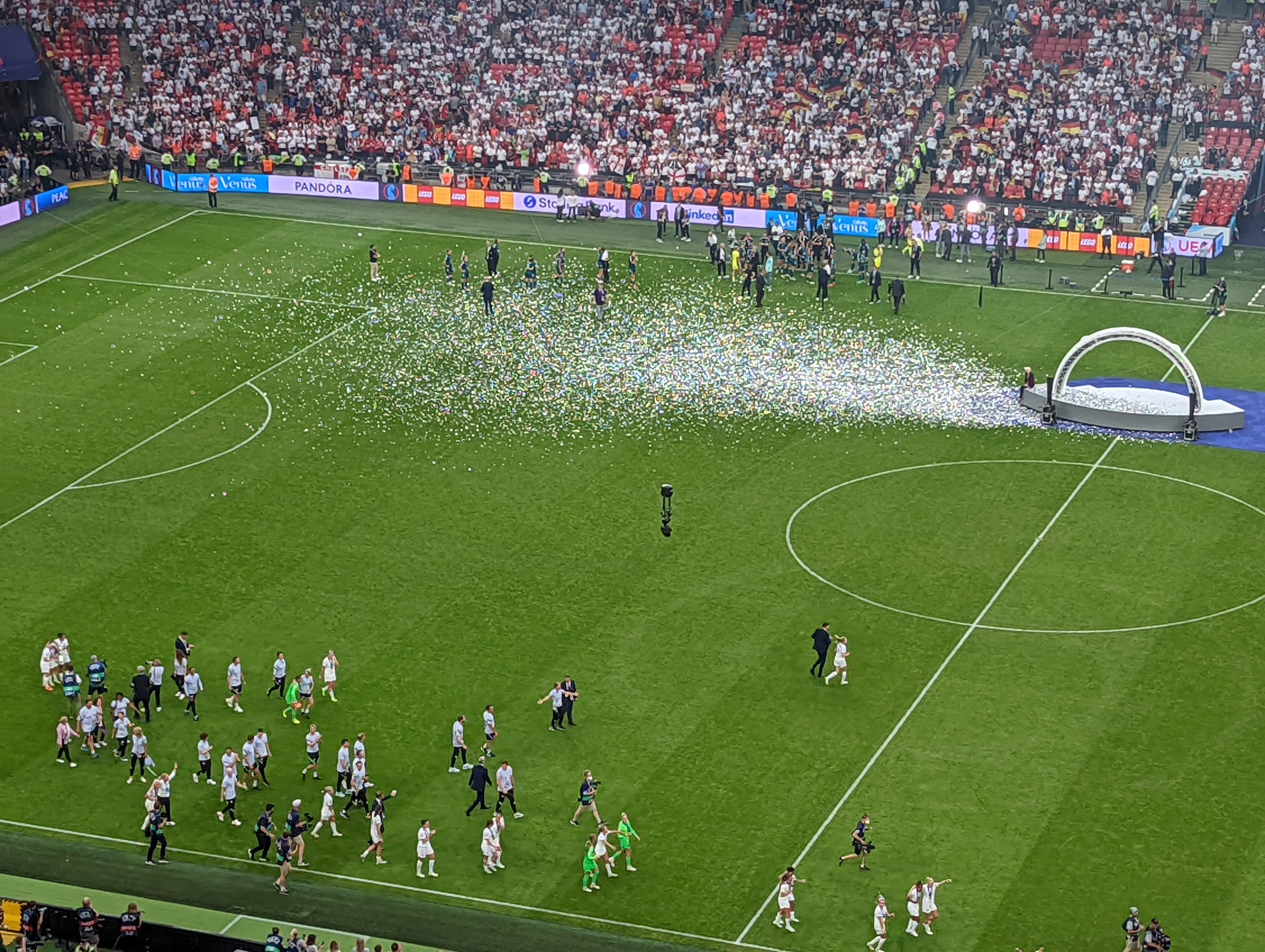
England Europamästare.

- 31 juli - England vinner Europamästerskapet för damer, som spelas i England, genom att besegra Tyskland med 2–1 efter förlängning i finalen, som slutat 1–1 efter ordinarie speltid, på Wembley Stadium i London.[9]
- 20 november–18 december - Världsmästerskapet spelas i Qatar. Argentina vinner turneringen genom att besegra Frankrike med 7–5 efter straffsparksläggning i finalen.[10] Kroatien erövrar bronsmedaljerna efter seger med 2–1 mot Marocko i matchen om tredje pris.[11]

## Handboll
- 30 januari - Sverige vinner Europamästerskapet för herrar, som spelas i Ungern och Slovakien, genom att besegra Spanien med 27–26 i finalen i Budapest. Danmark besegrar Frankrike med 35–32 efter förlängning i matchen om tredje pris.[12][13]
- 20 november - Norge vinner Europamästerskapet för damer, som spelas i Montenegro, Nordmakedonien och Slovenien, genom att besegra Danmark med 27–25 i finalen i Ljubljana. Montenegro besegrar Frankrike med 27–25 i matchen om tredje pris.[14]

## Hästsport

### Galoppsport
- 7 maj - Rich Strike segrar i årets upplaga av Kentucky Derby, och blir den näst största skrällen i löpets historia.

## Innebandy
- 12 juli: Sverige vinner herrinnebandyturneringen vid World Games, som spelas i Birmingham i Alabamai USA genom att besegra Finland med 6–5 i finalen.[15]
- 13 november: Sverige vinner världsmästerskapet för herrar, som spelas i Schweiz genom att besegra Tjeckien med 9–3 i finalen, medan Finland besegrar Schweiz med 5–3 i bronsmatchen.[16]

## Ishockey
- 17 februari - Kanada vinner den olympiska damturneringen i Peking genom att besegra USA med 3–2 i finalen.[17]
- 20 februari - Finland vinner den olympiska herrturneringen i Peking genom att besegra det ryska laget med 2–1 i finalen.[18]
- 1 mars - Rögle BK från Sverige vinner Champions Hockey League genom att besegra Tappara från Finland med 2–1 vid finalmatchen i Ängelholm.[19]
- 7 april  - Luleå HF blir svenska dammästare genom att besegra Brynäs IF med 5–2 vid den femte och avgörande finalmatchen i Gavlerinken Arena i Gävle.[20]
- 12 maj - Färjestads BK blir svenska herrmästare genom att besegra Luleå HF med 3–0 vid den sjunde och avgörande finalmatchen i Coop Norrbotten Arena i Luleå.[21]

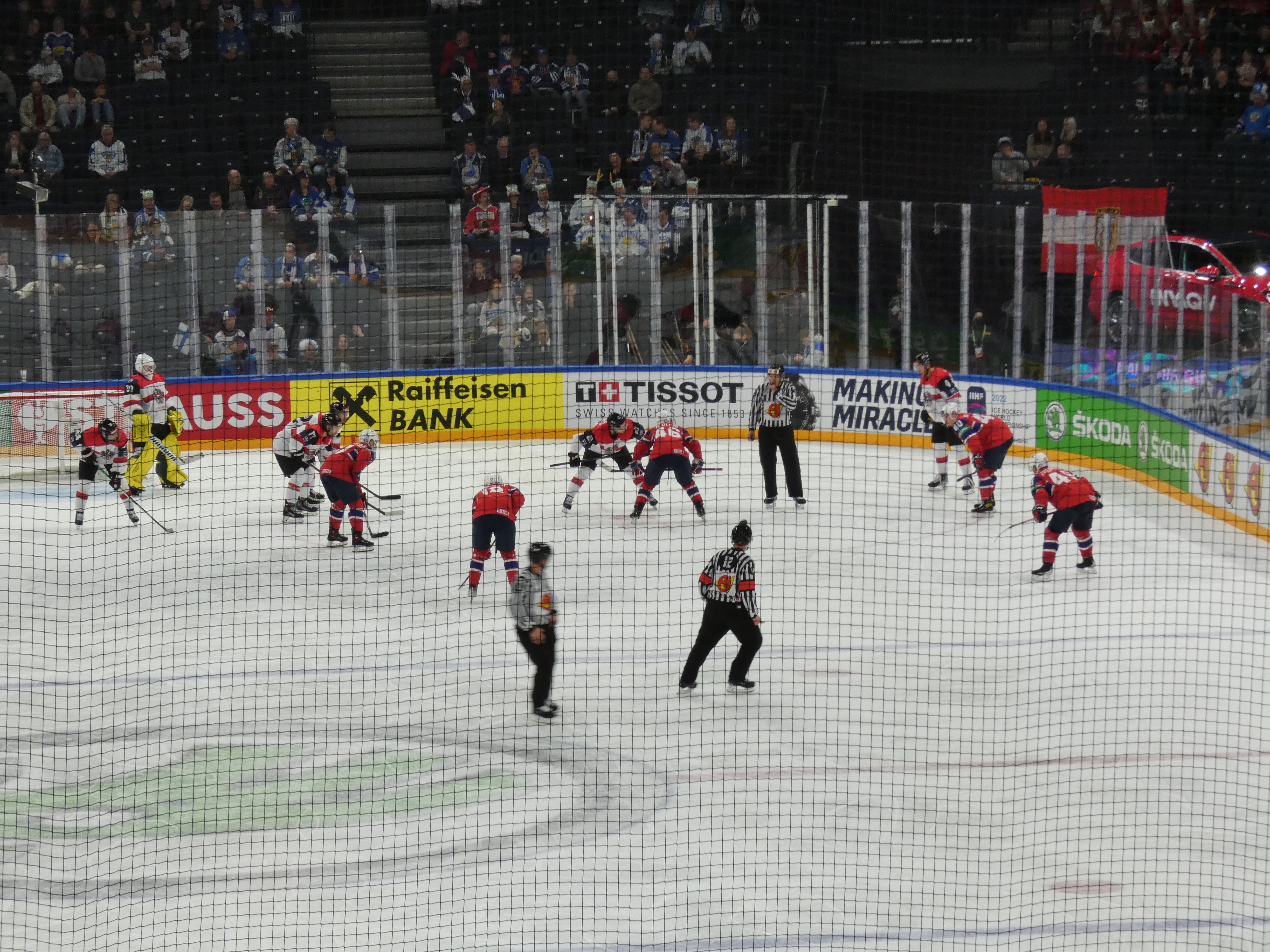
Norge–Österrike i herrarnas världsmästerskap.

- 29 maj - Världsmästerskapet för herrar, som spelas i Finland, vinns av Finland, som besegrar Kanada med 4–3 efter förlängning i finalmatchen, medan Tjeckien besegrar USA med 8–4 i matchen om tredje pris.[22][23]
- 26 juni: Colorado Avalanche vinner Stanley Cup, genom att besegra Tampa Bay Lightning med 2–1 på bortais i sjätte finalen, och vinner därmed finalserien med 4–2.[24]
- 20 augusti - Juniorvärldsmästerskapet, som spelas i Kanada och skjutits upp från december 2021 och januari 2022 på grund av pandemin, vinns av Kanada, som besegrar Finland med 3–2 efter förlängning i finalmatchen, medan Sverige besegrar Tjeckien med 3–2 i matchen om tredje pris.[25][26]
- 4 september - Världsmästerskapet för damer, som spelas i Danmark, vinns av Kanada, som besegrar USA med 2–1 i finalmatchen, medan Tjeckien besegrar Schweiz med 4–2 i matchen om tredje pris.[27][28]
- 17 november - Svenska Ishockeyförbundet firar 100-årsjubileum med Tidernas hockeygala i Globen.[29]

## Motorsport

### Formel 1
- 20 november - Max Verstappen, Nederländerna vinner Världsmästerskapet i Formel 1 som avslutas med Abu Dhabis Grand Prix.[30]

### Indycar
- 29 maj – Marcus Ericsson vinner den 106:e upplagan av Indianapolis 500 för Chip Ganassi Racing.[31]
- 10 september – Linus Lundqvist blir mästare i Indy Lights för HMD Motorsports/Dale Coyne Racing.[32]

### Sportvagnsracing
- 12 juni – Sébastien Buemi, Brendon Hartley och Ryō Hirakawa vinner Le Mans 24-timmars för Toyota Gazoo Racing.[33]

## Avlidna
- 8 maj – Bengt Johansson, 79, svensk handbollsspelare och handbollstränare.[34]
- 17 juni – Steinar Amundsen, 76, norsk kanotist.[35]
- 31 augusti – Sören Boström, 74, svensk bandyspelare.[36]
- 24 november – Börje Salming, 71, svensk ishockeyspelare.[37]
- 4 december – Patrick Tambay, 73, fransk racerförare.[38]

### Fotnoter
1. ↑  Kayvan Zarea-Ganji (1 mars 2022). ”Så har idrotten svarat på den ryska invasionen” (på svenska). SVT Sport. https://www.svt.se/sport/langdskidor/sa-straffas-ryssland-sportsligt-av-invasionen. Läst 23 april 2022.
2. 1 2  David Hjorter (31 juli 2015). ”Peking fick vinter-OS 2022 efter rysaromröstning” (på svenska). Sveriges Radio. https://sverigesradio.se/artikel/peking-fick-vinter-os-2022-efter-rysaromrostning. Läst 5 augusti 2015.
3. ↑  Adam Borg (20 februari 2022). ”Så var vinter-OS i Peking 2022” (på svenska). SVT Sport. https://www.svt.se/sport/peking-2022/sa-var-vinter-os-i-peking-2022. Läst 20 februari 2022.
4. ↑  ”LA Rams vann dramatiskt Super Bowl”. aftonbladet.se. 14 februari 2022. https://www.aftonbladet.se/sportbladet/a/0Gz26g/super-bowl-2022-la-rams-slog-cincinnati-bengals-eminem-stal-rubrikerna. Läst 23 februari 2022.
5. ↑  Gustav Tägtström (19 mars 2022). ”Edsbyn svenska mästare efter jätterysare” (på svenska). SVT Sport. https://www.svt.se/sport/bandy/bandy-29. Läst 21 mars 2022.
6. ↑  Måns Weiland (19 mars 2022). ”Andra raka SM-guldet för Villa Lidköping” (på svenska). SVT Sport. https://www.svt.se/sport/bandy/andra-raka-sm-guldet-for-villa-lidkoping. Läst 21 mars 2022.
7. ↑  Emilio Valdes Bahri (27 mars 2022). ”Sverige världsmästare på hemmaplan” (på svenska). SVT Sport. https://www.svt.se/sport/bandy/bandy-final-vm-sverige-norge. Läst 27 mars 2022.
8. ↑  ”Mané gav Senegal första titeln” (på Gustav Tägtström). SVT Sport. 6 februari 2022. https://www.svt.se/sport/fotboll/titeln-for-forsta-gangen-till-senegal. Läst 7 februari 2022.
9. ↑  Erik Ekerlid (31 juli 2022). ”England vinner EM efter sanslöst förlängningsdrama” (på svenska). SVT Sport. https://www.svt.se/sport/fotboll/england-tyskland-em-final. Läst 31 juli 2022.
10. ↑  Emelie Fredriksson (18 december 2022). ”Argentina vinner VM-guld efter sanslös dramatik” (på svenska). SVT Sport. https://www.svt.se/sport/fotboll/argentina-vinner-vm-guld. Läst 18 december 2022.
11. ↑  Daniel Grefve (17 december 2022). ”Kroatien tog VM-brons” (på svenska). SVT Sport. https://www.svt.se/sport/fotboll/kroatien-tog-vm-brons-slog-marocko-da-afrikas-drom-gick-i-kras. Läst 18 december 2022.
12. ↑  Jonathan Kvarnström, Oscar Rickstrand, Björn Nordling (30 januari 2022). ”Svenskt EM-guld bärgat i slutsekunden” (på svenska). SVT Sport. https://www.svt.se/sport/handboll/em-3. Läst 31 januari 2022.
13. ↑  Oscar Rickstrand (30 januari 2022). ”Danmark tar brons efter rysare” (på svenska). SVT Sport. https://www.svt.se/sport/handboll/danmark-tar-brons-efter-stor-rysare. Läst 31 januari 2022.
14. ↑  ”Norge Europamästare efter upphämtning” (på svenska). SVT Sport. 20 november 2022. https://www.svt.se/sport/handboll/norge-europamastare-efter-upphamtning. Läst 20 november 2022.
15. ↑  Victor Westlund (12 juli 2022). ”Sverige vinner guld i World Games” (på svenska). Innebandymagazinet. https://innebandymagazinet.se/2022/07/12/sverige. Läst 4 november 2022.
16. ↑  Oscar Rickstrand (13 november 2022). ”Sverige vinner innebandy-VM” (på svenska). SVT Sport. https://www.svt.se/sport/innebandy/sverige-vinner-innebandy-vm-efter-total-kross-av-tjeckien. Läst 13 november 2022.
17. ↑  Linn Krigsman (17 februari 2022). ”Kanada vinner rivalfinalen” (på svenska). SVT Sport. https://www.svt.se/sport/ishockey/usa-kanada-final-damer. Läst 21 februari 2022.
18. ↑  Adam Borg, Daniel Grefve (20 februari 2022). ”Finland historiska mästare” (på svenska). SVT Sport. https://www.svt.se/sport/ishockey/finland-historiska-mastare-tog-os-guld-efter-rysare. Läst 21 februari 2022.
19. ↑  Gustav Tägtström (1 mars 2022). ”Rögle CHL-mästare” (på svenska). SVT Sport. https://www.svt.se/sport/ishockey/rogle-9. Läst 1 mars 2022.
20. ↑  Simon Norberg (7 april 2022). ”Luleå svenska mästare i SDHL 2022” (på svenska). SVT Sport. https://www.svt.se/sport/ishockey/brynas-lulea-i-sdhl-finalen. Läst 7 april 2022.
21. ↑  Oscar Rickstrand, Tobias Jonsson (12 maj 2022). ”Färjestad är svenska mästare 2022” (på svenska). SVT Sport. https://www.svt.se/sport/ishockey/farjestad-ar-svenska-mastare-2022. Läst 12 maj 2022.
22. ↑  Hilda Djupenström, Milad Akbarzadeh, Petter Öhrling (29 maj 2022). ”Finland tog historiskt VM-guld efter rysare” (på svenska). SVT Sport. https://www.svt.se/sport/ishockey/vm-final-finland-kanada. Läst 29 maj 2022.
23. ↑  Hilda Djupenström (29 maj 2022). ”Medaljtorkan över för Tjeckien” (på svenska). SVT Sport. https://www.svt.se/sport/ishockey/tjeckien-usa. Läst 29 maj 2022.
24. ↑  ”Colorado NHL-mästare” (på svenska). SVT Sport. 27 juni 2022. https://www.svt.se/sport/ishockey/colorado-nhl-mastare-vann-sjatte-matchen. Läst 4 november 2020.
25. ↑  Erik Liljekvist (21 augusti 2022). ”JVM-guld till Kanada efter galet förlängningsdrama” (på svenska). SVT Sport. https://www.svt.se/sport/ishockey/jvm-guld-till-kanada-efter-galet-forlangningsdrama. Läst 21 augusti 2025.
26. ↑  Erik Liljekvist (21 augusti 2025). ”Svenskt brons efter Wallstedts storspel” (på svenska). SVT Sport. https://www.svt.se/sport/ishockey/svenskt-brons-efter-wallstedts-storspel. Läst 21 augusti 2022.
27. ↑  Cecilia Ingman, Gustav Tägtström (4 september 2022). ”Kanada världsmästare efter rysare” (på svenska). SVT Sport. https://www.svt.se/sport/ishockey/kanada-varldsmastare-efter-rysare. Läst 5 september 2022.
28. ↑  Gustav Tägtström (4 september 2022). ”Finländsk chockförlust” (på svenska). SVT Sport. https://www.svt.se/sport/ishockey/finlandsk-chockforlust-masuhara-raddade-61-skott. Läst 5 september 2022.
29. ↑  ”Tidernas Hockeygala – här är alla vinnare i SVT”. Expressen. 17. https://www.expressen.se/sport/hockey/tidernas-hockeygala--har-ar-alla-vinnare-i-svt/. Läst 18 november 2022.
30. ↑  Viktor Runsten (20 november 2022). ”Sebastian Vettel avslutade F1-karriären med poäng” (på svenska). SVT Sport. https://www.svt.se/sport/formel-1/sebastian-vettel-avslutade-f1-karriaren-med-poang. Läst 20 november 2022.
31. ↑  ”Marcus Ericssons jättesuccé – vann Indy 500”. svt.se. 30 maj 2022. https://www.svt.se/sport/motorsport/nnn-2. Läst 13 juli 2022.
32. ↑  ”Linus Lundqvist historisk – säkrade totalseger”. expressen.se. 10 september 2022. https://www.expressen.se/sport/motor/linus-lundqvist-historisk-sakrade-totalseger/. Läst 12 september 2022.
33. ↑  ”How dominant Toyotas put on a show to win Le Mans 2022” (på engelska). motorsport.com. 14 juni 2022. https://www.motorsport.com/lemans/news/how-dominant-toyotas-put-on-a-show-to-win-le-mans-2022/10321968/. Läst 13 juli 2022.
34. ↑  Gustav Tägtström, Simon Norberg, Hilda Djupenström (9 maj 2022). ”Bengt Johansson är död” (på svenska). SVT Sport. https://www.svt.se/sport/handboll/bengt-bengan-johansson-ar-dod. Läst 9 maj 2022.
35. ↑  ”Padleren Steinar Amundsen fra «gullfireren» i Mexico er død” (på norska). abcnyheter.no. 17 juni 2022. https://www.abcnyheter.no/nyheter/norge/2022/06/17/195852624/padleren-steinar-amundsen-fra-gullfireren-i-mexico-er-dod. Läst 18 juni 2022.
36. ↑  Daniel Grefve (1 september 2022). ”Bandylegenden Sören Boström har avlidit” (på svenska). SVT Sport. https://www.svt.se/sport/bandy/bandy-legenden-soren-bostrom-har-avlidit. Läst 1 september 2022.
37. ↑  Viktor Runsten (24 november 2022). ”Börje Salming har gått bort” (på svenska). SVT Sport. https://www.svt.se/sport/ishockey/borje-salming-har-gatt-bort. Läst 27 november 2022.
38. ↑  ”Former Ferrari driver Tambay dies aged 73” (på brittisk engelska). BBC Sport. https://www.bbc.com/sport/formula1/63851584. Läst 7 december 2022.